# Anarcho-punk
Anarcho-punk este un stil de punk rock care promovează anarhismul. Termenul anarcho-punk este uneori aplicat exclusiv formațiilor care au făcut parte din mișcarea originală de anarcho-punk din Marea Britanie la sfârșitul anilor 1970 - începutul anilor 1980. Termenul mai este folosit pe larg pentru a se referi la orice formație punk sau rock care produce versuri cu conținut anarhist, inclusiv crust punk, d-beat, folk punk, hardcore punk, garage punk or ska punk.

## Listă de formații
- Chumbawamba
- Conflict
- Crass
- Defiance
- The Ex
- Oi Polloi
- Propagandhi
- Subhumans
- Anthrax
- Reagan Youth